# Château de l'Églorière
Le Château de l'Églorière était un château français, étant désormais une ferme, situés à Livré, dans le département de la Mayenne et la région des Pays de la Loire. Il était situé à 4 kilomètres au Nord du bourg. 

## Désignation
- Juxta Leglorère, XIIIe siècle (Cartulaire de l'Abbaye de la Roë, f. 100).
- La Glorière, château (Carte de Cassini).

## Historique
Il s'agissait d'un fief vassal de Villerenard. La maison seigneuriale fut habitée jusqu'au XVIIIe siècle. 

## Chapelle
La chapelle, dédiée à sainte Anastasie, desservie d'une messe chaque samedi par le curé et les chapelains de Livré, fut dotée par acte passé à Cossé, le 4 avril 1649, sur le lieu de la Quindolière.

## Seigneurs[1]
La famille de Chazé est originaire de Chazé-Henry, qui posséda la terre de Fontenailles en Congrier, et se rencontre encore à l'Églorière de Livré après sa disparition de la seigneurie patrimoniale. 
Les Gaultier de Brûlon possédèrent aussi la Juquaise, et en prirent quelquefois le titre. C'est une famille noble qui de Château-Gontier alla se fixer à Saint-Laurent-des-Mortiers, au Château de Brûlon. Les monuments épigraphiques de la famille, tant à Château-Gontier. qu'en la Chapelle de Brûlon, ont été reproduits et  commentés dans l'Épigraphie de la Mayenne.

## Sources et bibliographie
- « Château de l'Églorière », dans Alphonse-Victor Angot et Ferdinand Gaugain, Dictionnaire historique, topographique et biographique de la Mayenne, Laval, A. Goupil, 1900-1910 [détail des éditions] (BNF 34106789, présentation en ligne)